# Земплинске Јастрабје
Земплинске Јастрабје (слч. Zemplínske Jastrabie) насељено је мјесто са административним статусом сеоске општине (слч. obec) у округу Требишов, у Кошичком крају, Словачка Република.

## Становништво
| Година:    | 1994. | 2004.   | 2014.   | 2024.   |
| ---------- | ----- | ------- | ------- | ------- |
| Број људи: | 582   | 633     | 665     | 651     |
| Разлика:   |       | +8,76 % | +5,05 % | -2,10 % |

| Година:    | 2023. | 2024.   |
| ---------- | ----- | ------- |
| Број људи: | 643   | 651     |
| Разлика:   |       | +1,24 % |

Према подацима о броју становника из 2011. године насеље је имало 659 становника.